# Micromonomma convexum
Micromonomma convexum es una especie de coleóptero de la familia Monommatidae.

## Distribución geográfica
Habita en Paraguay.